# Ruben Guerreiro
Rúben António Almeida Guerreiro (ur. 6 lipca 1994 w Montijo) – portugalski kolarz szosowy.

## Osiągnięcia
2012
- 1. miejsce w mistrzostwach Portugalii juniorów (start wspólny)

2014
- 1. miejsce w Volta a Portugal do Futuro
  - 1. miejsce w klasyfikacji młodzieżowej
  - 1. miejsce na 3. etapie

2015
- 1. miejsce w GP Liberty Seguros
  - 1. miejsce w klasyfikacji młodzieżowej
  - 1. miejsce na 2. etapie
- 3. miejsce w mistrzostwach Portugalii U23 (jazda indywidualna na czas)
- 2. miejsce w mistrzostwach Portugalii U23 (start wspólny)

2016
- 1. miejsce w Gran Premio Palio del Recioto
- 3. miejsce w Liège-Bastogne-Liège U23
- 1. miejsce w mistrzostwach Portugalii U23 (start wspólny)

2017
- 1. miejsce w mistrzostwach Portugalii (start wspólny)

2020
- 1. miejsce w klasyfikacji górskiej Giro d’Italia
  - 1. miejsce na 9. etapie

2022
- 1. miejsce w Mont Ventoux Dénivelé Challenge
- 1. miejsce w klasyfikacji punktowej Vuelta a Burgos
- 3. miejsce w Deutschland Tour

2023
- 1. miejsce w Saudi Tour
  - 1. miejsce na 4. etapie
- 3. miejsce w O Gran Camiño

## Rankingi
| Rok              | 2014 | 2015 | 2016 | 2017 | 2018 | 2019 | 2020 | 2021 | 2022 | 2023 | 2024 |
| ---------------- | ---- | ---- | ---- | ---- | ---- | ---- | ---- | ---- | ---- | ---- | ---- |
| UCI World Tour   |      |      | -    | 128. | 87.  |      |      |      |      |      |      |
| World Ranking    |      |      | 803. | 218. | 107. | 221. | 133. | 301. | 96.  | 189. | 355. |
| UCI Europe Tour  | 255. | 288. | 644. | 353. | 314. | 186. | 109. | 254. | 81.  | -    | -    |
| UCI America Tour | -    | 315. | 243. | -    | -    |      |      |      |      |      |      |
| UCI Oceania Tour | -    | -    | -    | -    | 22.  |      |      |      |      |      |      |
|                  |      |      |      |      |      |      |      |      |      |      |      |
| Źródło: UCI      |      |      |      |      |      |      |      |      |      |      |      |